# Oskari Friman
Oskar David "Oskari" Friman (27. januar 1893 – 19. oktober 1933) var en finsk bryder som deltog i OL 1920 i Antwerpen og 1924 i Paris. 
Friman blev olympisk mester i brydning under OL 1920 i Antwerpen. Han vandt i brydning, græsk-romersk stil i vægtklassen fjervægt foran landsmanden Heikki Kähkönen og Fritiof Svensson fra Sverige.
Fire år senere, under OL 1924 i Paris blev han olympisk mester igen. Han vandt i brydning, græsk-romersk stil i vægtklassen letvægt foran Lajos Keresztes fra Ungarn og Källe Westerlund fra Finland.